# Outkast

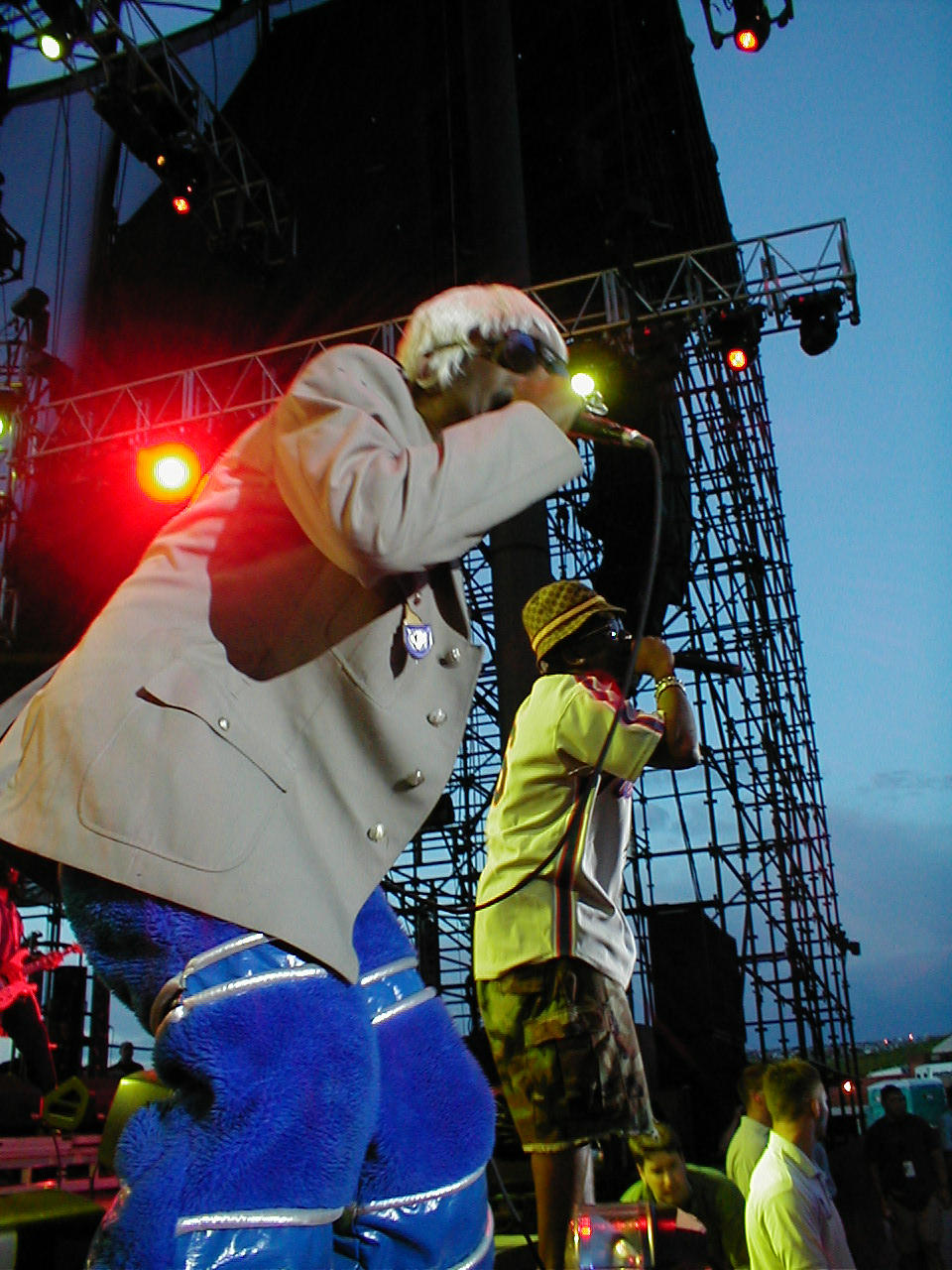
Outkast under en konsert 2001.

Outkast, i marknadsföringssyfte skrivet OutKast, är en amerikansk hiphopduo från Atlanta i Georgia, bildad 1992. Deras musikstil är en blandning av Dirty South och G-funk; men även med influenser från funk, soul, electronica och rock-element. Duons två medlemmar är André "André 3000" Benjamin och Antwan "Big Boi" Patton, båda från Atlanta.
Outkast är en av de mest kända hiphop-grupperna genom tiderna och har sålt runt 20 miljoner exemplar av sina fyra första studioalbum, en greatest hits-skiva samt Speakerboxxx/The Love Below, ett dubbelalbum som innehåller en soloskiva från respektive medlem i duon. Speakerboxxx/The Love Below är ett av enbart tre hiphop-album som sålt diamant, de andra två var MC Hammers Please Hammer Don't Hurt Em och The Notorious B.I.G.s Life After Death. Speakerboxx/The Love Below vann också tre Grammys år 2004.
Den 8 augusti 2014 framförde Outkast en konsert under musikfestivalen Way Out West i Göteborg. [källa behövs]

## Diskografi
Studioalbum
- 1994 – Southernplayalisticadillacmuzik
- 1996 – ATLiens
- 1998 – Aquemini
- 2000 – Stankonia
- 2003 – Speakerboxxx/The Love Below
- 2006 – Idlewild

Samlingsalbum
- 2001 – Big Boi & Dre Present... Outkast